# Selección Puebla
Selección Puebla (dt. Auswahlmannschaft Puebla) ist eine Frauenfußballmannschaft aus Puebla, der Hauptstadt des gleichnamigen mexikanischen Bundesstaates. 
In ihrer ersten Saison 2016/17 gewann sie zunächst die Apertura 2016 (mit 3:3 und 4:0 gegen Real Halconas) der zweitklassigen Categoría Premier der mexikanischen Frauenfußballmeisterschaft, wodurch ihr der unmittelbare Aufstieg in die erstklassige Liga Mexicana de Fútbol Femenil gelang, die sie in der Clausura 2017 (mit zwei 1:0-Erfolgen gegen die Fundación Real Madrid) ebenfalls auf Anhieb gewann.